# Zsolt Gyulay
Zsolt Gyulay (Vác, 12 september 1964) is een Hongaars kanovaarder.
Gyulay won tijdens de Olympische Zomerspelen 1988 de gouden medaille op de K-1 500 meter en de K-4 1000 meter, vier jaar later won Gyulay op dezelfde onderdelen de zilveren medaille.
Gyulay werd vijfmaal wereldkampioen in de K-4 1000 meter en éénmaal en K-1 500 meter.

## Belangrijkste resultaten

### Olympische Zomerspelen
| Editie | Plaats    | Resultaten                     |
| ------ | --------- | ------------------------------ |
| 1988   | Seoel     | K-1 500m K-4 1000m             |
| 1992   | Barcelona | K-1 500m 7e K-2 500m K-4 1000m |
| 1996   | Atlanta   | 6e K-2 500m                    |

### Wereldkampioenschappen vlakwater
| Jaar | Plaats     | Resultaten                         |
| ---- | ---------- | ---------------------------------- |
| 1986 | Montreal   | K-4 1000 m · K-1 500 m             |
| 1987 | Duisburg   | K-4 1000 m                         |
| 1989 | Plovdiv    | K-1 1000 m · K-4 1000 m            |
| 1990 | Poznań     | K-4 1000 m                         |
| 1991 | Parijs     | K-4 1000 m · K-1 500 m · K-2 500 m |
| 1993 | Kopenhagen | K-4 1000 m · K-4 500 m             |
| 1995 | Duisburg   | K-2 500 m · K-4 1000 · K-2 200 m   |

1976: Vasile Dîba ·
1980: Vladimir Parfenovitsj ·
1984: Ian Ferguson ·
1988: Zsolt Gyulay ·
1992: Mikko Kolehmainen ·
1996: Antonio Rossi ·
2000: Knut Holmann ·
2004: Adam van Koeverden ·
2008: Ken Wallace
1964: Anatoli Grisjin & Vjatsjeslav Ionov & Vladimir Morozov & Nikolai Tsjoezjikov ·
1968: Steinar Amundsen & Tore Berger & Jan Johansen & Egil Søby ·
1972: Valeri Didenko & Joeri Filatov & Vladimir Morozov & Joeri Stetsenko ·
1976: Aleksandr Degtjarev & Joeri Filatov & Vladimir Morozov & Sergej Tsjoechrai ·
1980: Bernd Duvigneau & Rüdiger Helm & Harald Marg & Bernd Olbricht ·
1984: Grant Bramwell & Ian Ferguson & Paul MacDonald & Alan Thompson ·
1988: Attila Ábrahám & Ferenc Csipes & Zsolt Gyulay & Sándor Hódosi ·
1992: Mario von Appen & Oliver Kegel & Thomas Reineck & André Wohllebe ·
1996: Detlef Hofmann & Thomas Reineck & Olaf Winter & Mark Zabel ·
2000: Gábor Horváth & Zoltán Kammerer & Botond Storcz & Ákos Vereckei ·
2004: Gábor Horváth & Zoltán Kammerer & Botond Storcz & Ákos Vereckei ·
2008: Abalmasaw & Litvintsjoek & Machnew & Pjatroesjenka ·
2012: Jacob Clear & Dave Smith & Tate Smith & Murray Stewart ·
2016: Marcus Groß & Max Hoff & Tom Liebscher & Max Rendschmidt